# 欧洲反资本主义左翼
歐洲反資本主義左翼（英語：European Anti-Capitalist Left，缩写为EACL）是歐洲的一个已不存在的左翼组织，是各国反資本主義左翼政黨的非正式聯盟。该组织成立于2000年3月。该组织的第一次会议有苏格兰社会党、葡萄牙左翼集团、丹麦团结名单—红绿联盟、法国革命共产主义联盟、土耳其自由和团结党等政党參加。大约每半年舉行一次聚會。2012年，该组织解散。
該组织和欧洲左翼党的關係並不明確。一些政党同時參加欧洲左翼党和欧洲反资本主义左翼。

## 部分参加者
- 比利时 左翼社会党
- 比利时 革命共产主义联盟
- 工人斗争
- 丹麦 团结名单—红绿联盟
- 法國 新反资本主义党
- 德国 德国的共产党
- 德国 革命社会主义联盟
- 德国 国际社会主义左翼
- 希腊 社会主义工人党
- 希腊 反资本主义政治团体
- 希腊 运动和生态左翼联盟
- 愛爾蘭 社会党
- 愛爾蘭 社会主义工人党
- 愛爾蘭 人民先于利润
- 義大利 重建共产党
- 義大利 反资本主义左翼
- 盧森堡 左翼党
- 荷蘭 国际社会主义者
- 荷蘭 社会主义替代
- 波蘭 波兰劳动党—80年8月
- 葡萄牙 左翼集团
- 西班牙 革命工人党
- 西班牙 红色潮流
- 西班牙 反资本主义左翼
- 西班牙 联合左翼
- 西班牙 联合与替代左翼
- 西班牙 站起来
- 西班牙 在斗争
- 瑞典 社会党
- 瑞士 团结
- 土耳其 自由和团结党
- 英国 社会主义工人党
- 英国 社会党
- 英国 社会主义抵抗
- 英国 苏格兰社会党
- 英国 反击（英语：Counterfire (group)）
- 英国 尊重党
- 英国 国际社会主义团体
- 英国 社会主义联盟